# Algernon St Maur (15e duc de Somerset)
Algernon St. Maur, 15e duc de Somerset, (22 juillet 1846 - 22 octobre 1923, à Maiden Bradley) est un noble britannique.

## Biographie
Il est le fils d'Algernon St Maur (14e duc de Somerset) et Horatia Morler. Le 5 septembre 1877, il épouse Susan Margaret Richards Mackinnon, la neuvième fille de Charles Mackinnon de Corriechatachan, mais le mariage est sans enfant.
Il fait ses études au Britannia Royal Naval College, mais rejoint plus tard le 60th Rifles et prend part à l'Expédition de Wolseley de 1870. C'est un homme grand et athlétique, d'une carrure puissante. Après avoir quitté l'armée régulière, il passe plusieurs années à faire de l'élevage en Amérique occidentale. Lors de son accession au duché en 1894, il vote souvent à la Chambre des lords, bien qu'il y parle rarement. Il est président de Dr Barnardo's Homes, une organisation caritative que lui et la duchesse soutiennent pendant de nombreuses années .
Quand Somerset meurt en 1923, il ne laisse aucun fils, et ses frères Lord Ernest et Lord Edward sont tous deux décédés récemment sans enfant, de sorte que ses titres et domaines passent à l'héritier le plus proche, son cousin éloigné le colonel Edward Seymour (16e duc de Somerset).
Le duc est enterré sur Brimble Hill Clump près de sa résidence principale à Bradley House, Maiden Bradley, Wiltshire. Sa veuve y est également enterrée à sa mort en 1936. Leurs tombes sont dans un petit bois sur une colline entourée de terres agricoles, entourées d'une clôture métallique et marquées par des pierres brutes dressées avec de petites plaques de texte .